# Rondocubismo

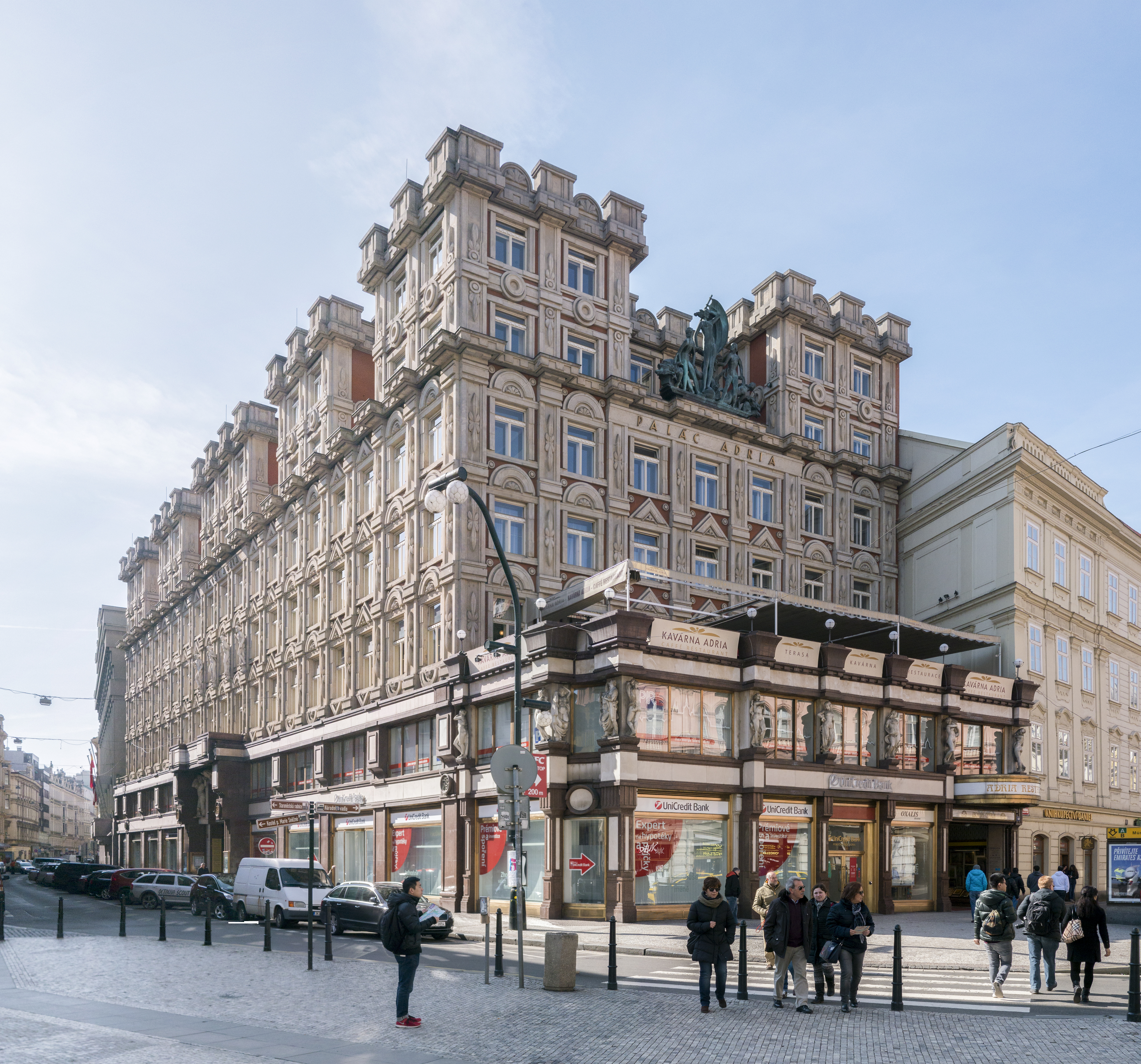
Palacio Adria, en Praga.

El rondocubismo es un estilo arquitectónico que existió durante la Primera República Checoslovaca, a principios del siglo XX. Al principio, este estilo particular fue completamente descuidado. Desde la década de 1950 se han producido algunas renovaciones. En la década de 1990, se intentó colocar este estilo específicamente checo en el contexto del art déco europeo. El estilo se "caracteriza por una sorprendente riqueza de color y profusión de ornamentos, probablemente derivados de fuentes folclóricas".

## Historia
El rondocubismo se desarrolló después de la Primera Guerra Mundial en la recién formada Checoslovaquia y se convirtió en el estilo nacional por un corto tiempo, pero fue reemplazado por el funcionalismo ya a mediados de la década de 1920. Se caracteriza por la introducción de formas redondas como semicírculos, círculos y óvalos, que pretendían evocar ecos de las tradiciones nacionales eslavas. El rondocubismo fue preferido en Praga, pero también se utilizó en la arquitectura industrial de los alrededores. También se construyeron varios edificios rondocubistas en Eslovaquia, principalmente en Bratislava, y en la Rutenia subcarpática, principalmente en Úzhgorod. Las principales obras del rondocubismo arquitectónico son el edificio comercial del Banco de la Legión, o Legiobanka, de Josef Gočár y el Palacio Adria de Pavel Janák en Praga.